# Velike Krće
Velike Krće (cyr. Велике Крће) – wieś w Czarnogórze, w gminie Pljevlja. W 2011 roku liczyła 132 mieszkańców.